# Lifechanger
Pour plus de détails, voir Fiche technique et Distribution.
Lifechanger est un film canadien réalisé par Justin McConnell, sorti en 2018.

## Fiche technique
- Titre français : Lifechanger
- Réalisation : Justin McConnell
- Scénario : Justin McConnell
- Direction artistique : Alexandra Pozdeeva
- Costumes : Melissa Bessey
- Photographie : Sasha Moric
- Production : Pasha Patriki
- Montage : Justin McConnell
- Musique : Sean Motley
- Pays d'origine : Canada
- Format : Couleurs - 35 mm
- Genre : horreur, thriller
- Durée : 84 minutes
- Date de sortie :
  -  Canada : 20 juillet 2018 (Fantasia Film Festival)

## Distribution
- Lora Burke : Julia Wilson
- Jack Foley : Robert
- Elitsa Bako : Emily Roberts
- Rachel VanDuzer : Rachel
- Steve Kasan : détective Freddie Ransone
- Sam White : Sam Richardson
- Bill Oberst Jr. : Drew (voix)
- Peter Higginson : Andrew
- Adam Buller : James
- Brian Quintero : Tommy
- Uche Ama : Jen
- Mark Rainmaker : John
- Ry Barrett : Richard
- Michelle D'Alessandro Hatt : Mary Richardson
- Daniel Faraldo (it) : Bill

## Distinctions

### Sélections
- Fantasia Film Festival 2018 : sélection.
- Utopiales 2018 : en compétition.